# Deadlock (polski zespół muzyczny)
Deadlock – jeden z pierwszych polskich zespołów punkrockowych.

## Historia
Grupa została założona w 1979 w Gdańsku przez: gitarzystę Macieja „Bruneta” Wilińskiego, basistę „Kołacza” (którego wkrótce wymienił Jacek „Fidel” Tobiasz), perkusistę Jacka „Lutra” Lenartowicza, oraz wokalistę Bogdana „Plexi” Rzeźniczaka. Muzycy odbywali w tym czasie próby m.in. w klubie „Medyk”, grając również koncerty (m.in. na gdańskich Fortach). Przed szerszą publicznością zaprezentowali się na „I Ogólnopolskim Przeglądzie Nowej Fali” w Kołobrzegu (sierpień 1980) – w zmienionym składzie: „Plexi”, „Fidela” i „Lutra” (przeprowadził się do Warszawy, gdzie został współzałożycielem grupy Tilt) zastąpili: Mirek Szatkowski (wokal), Rafał „Róża” Wydlarski (gitara basowa) i Maciej „Magura” Góralski (perkusja). W tym czasie w muzyce zespołu zaczęły pojawiać się elementy reggae, a sami muzycy przenieśli się do Warszawy. W początkach 1981 członkowie Deadlocka już bez Wilińskiego i Wydlarskiego (na ich miejsce dołączyli: Robert Brylewski oraz ponownie "Fidel") w składzie, nagrali utwory w słabo wyposażonym wówczas studiu Politechniki Warszawskiej). Album Ambition ukazał się nakładem francuskiej wytwórni Blitzkrieg Records w samym roku. Był sprzedawany w całej Europie Zachodniej. Muzycy jako honorarium dostali 20 egzemplarzy płyt i połowę obiecanych pieniędzy. Wzmianki o albumie zamieściły takie pisma jak „New Musical Express” czy „Billboard”. Po wydaniu płyty z Deadlocka odeszli Szatkowski, Brylewski i Góralski, którzy równolegle grali w grupie Kryzys. Od tego momentu skład zespołu stał się płynny: m.in. powrócili: „Plexi” i „Brunet”. Na perkusje wszedł "Johnny", później znany dziennikarz śledczy i literat oraz Włodek Zyner, obaj z efemerycznej kapeli "Coctail Bar". Z "Szymonem" Szatkowskim zagrali pierwszy w stanie wojennym koncert zespołów punkrockowych na stadionie SKRY w Warszawie, po czym ostatni koncert w klubie „Od Nowa” w Toruniu. W późniejszych latach grali w nim przyszły członek grup: DDT i Po Prostu: Tadeusz „Dzidek” Krzymuski czy też przyszły dziennikarz „Radiostacji” Krzysztof Siemak. Na przełomie 1982 i 1983 muzycy koncertowali m.in. obok Śmierci Klinicznej – używając przy tym nieco zmienione nazwy tj. Joanna Deadlock, Deadlock II czy Joanna Dead. W 1983 zespół zakończył działalność.
W 1985 Maciej „Brunet” Wiliński (znany też jako „Polsilver”) popełnił samobójstwo wyskakując z okna jednego z gdańskich falowców.
W latach 90. zmarł w Berlinie Rafał „Róża” Wydlarski. Po odejściu z Deadlocka udzielał się jeszcze razem z Lenartowiczem w grupie Białe Wulkany.
W 2003 po raz pierwszy w Polsce ukazał się oficjalnie album Deadlocka Ambition.
W 2004 zmarł Jacek „Luter” Lenartowicz.

## Muzycy (nie wszyscy)
- Bogdan „Plexi” Rzeźniczak – wokal
- Maciej „Brunet” Wiliński – gitara
- „Kołacz” – gitara basowa
- Jacek „Luter” Lenartowicz – perkusja
- Jacek „Fidel” Tobiasz – gitara basowa
- Mirek Szatkowski – wokal
- Tomasz Safian – perkusja
- Rafał „Róża” Wydlarski – perkusja, gitara basowa
- Krzysztof "Johnny" Mielewczyk - perkusja
- Robert Brylewski – gitara
- Tadeusz „Dzidek” Krzymuski – gitara, gitara basowa
- Krzysztof Siemak – gitara
- Robert F. „Ro-Ro” Barkowski – gitara

## Dyskografia

### Albumy
- Ambition (1981)

### Bootlegi
- Kołobrzeg '80 (1995)